# HeadBanger!!
| 評論得分                   | 評論得分 |
| 來源                       | 評分     |
| -------------------------- | -------- |
| 滾石雜誌日文版（南波一海） | [ 4 ]    |

〈HeadBanger!!〉（日：ヘドバンギャー！！）是BABYMETAL在2012年7月4日發行的第三張單曲。

## 發行
以單獨名義發行的首張作品，2012年7月4日重音部RECORDS發行首批限量版《ヘド》版（CD+護頸）及普通版（僅CD）兩種版本。首批限量版內含演唱會參與資格的抽選券，當選者可參加同年7月21日於在東京都目黒鹿鳴館舉行的「LEGEND 〜護頸祭」限定公演。普通版以增強型CD方式收錄〈BABYMETAL DEATH〉優惠影片。

## 音樂類型
主打歌〈HeadBanger!!〉
融合鞭擊金屬（接近灣區鞭擊金屬）、力量金屬與旋律死亡金屬。曲名代表重金屬音樂中甩頭的動作。主題是主唱在15歲生日膜拜金屬之神、透過金屬魂的降臨來擺脫過去。
B面曲〈歡樂★午夜〉
〈心跳☆早晨〉的續曲，Yuyoyuppe(ゆよゆっぺ)參與編曲，結合迴響貝斯、金屬蕊與流行音樂並融入英國兒歌〈一閃一閃亮晶晶〉。主題是少女抗拒門禁，夢想著參加玩樂派對。

## 音樂錄影帶
2012年6月21日於YouTube上的TOY'S FACTORY官方頻道上傳11月8日BABYMETAL的官方頻道上傳）。影片內容以主唱SU-METAL為主角，在15歲生日膜拜金屬之神、透過金屬魂的降臨來擺脫過去。音樂錄影帶中，用護頸來象徵金屬之神，以及現場演出的甩頭、昏倒等動作，來向因打鼓導致頸椎永久受損的YOSHIKI致敬。視覺上也以BABYMETAL主題顏色「紅與黑」、以及哥德式的裝扮為作品特色。

## 現場表演
2012年6月23日於Zepp Tokyo的「TOWER RECORDS Presents POP’nアイドル02」首次表演。10月6日以非賣品方式發送電音版本的〈HeadBanger!! -Night of 15 mix-〉給參加演唱會的觀眾。

## 收錄內容（全版本共通）
1. HeadBanger!![注 1]
作詞：EDOMETAL（日语：江戸山こべに）・NAKAMETAL、作曲：NARAMETAL（日语：NARASAKI）、編曲：NARAMETAL
2. 歡樂★午夜
作詞：RYU-METAL・FUJI-METAL・中田カオス、作曲：TEAM-K、編曲：Yuyoyuppe(ゆよゆっぺ)
3. HeadBanger!!（Air Vocal ver.）
4. 歡樂★午夜（Air Vocal ver.）

## 製作人員
- SU-METAL — 主唱
- YUIMETAL — 副唱
- MOAMETAL — 副唱
- KOBAMETAL（日语：KOBAMETAL） — 製作人
- Millennium Japan — 製作人
- Edometal (江戸メタル) — 作詞
- Nakametal (ナカメタル) — 作詞
- RYU-METAL — 作詞
- FUJI-METAL — 作詞
- Chaos Nakata (中田カオス) — 作詞
- NARASAKI — 作曲
- TEAM-K — 作曲
- Yuyoyuppe (ゆよゆっぺ) — 混音
- Seiji Toda — 錄音・混音
- Tucky — 母帶工程師

## 外部連結
- 音樂錄影帶
  - YouTube上的BABYMETAL - ヘドバンギャー！！- Headbangeeeeerrrrr!!!!!!! (OFFICIAL)
- 現場音樂錄影帶
  - YouTube上的BABYMETAL - ヘドバンギャー！！ - 2013.2.1 at Zepp Tokyo ※Short ver.
- DISCOGRAPHY - BABYMETAL 官方網站
- DISCOGRAPHY（页面存档备份，存于） - TOY'S FACTORY 官方網站
- 7月4日〈HeadBanger!!〉封面、收錄曲、優惠情報發表DEATH！！ - 新聞 - BABYMETAL 官方網站
- BABYMETAL - HeadBanger!!歌詞（页面存档备份，存于）
- BABYMETAL - 欺凌、絕對、不行歌詞（页面存档备份，存于）